# Suillus spraguei
Suillus spraguei (Berk. & M.A.Curtis) Kuntze è un fungo della famiglia Suillaceae. I corpi fruttiferi hanno il cappello rosso scuro, asciutto al tatto e ricoperto di scaglie. I pori sono gialli, giallo-brunastri nei funghi più vecchi. Sul gambo è presente un anello grigiastro.
Suillus spraguei è una specie micorrizica e si trova associata a pini, in particolare al pino strobo; il carpoforo cresce sul terreno, tra l'inizio dell'estate e l'autunno. Proviene dall'est dell'Asia, dal nord-est del Nord America e dal Messico nei luoghi dove è presente l'albero a cui è associato. È un fungo commestibile. Somiglia a diverse altre specie del genere Suillus, come Suillus decipiens, anche se queste specie possono essere distinte da differenze nel colore e nelle dimensioni.

## Tassonomia

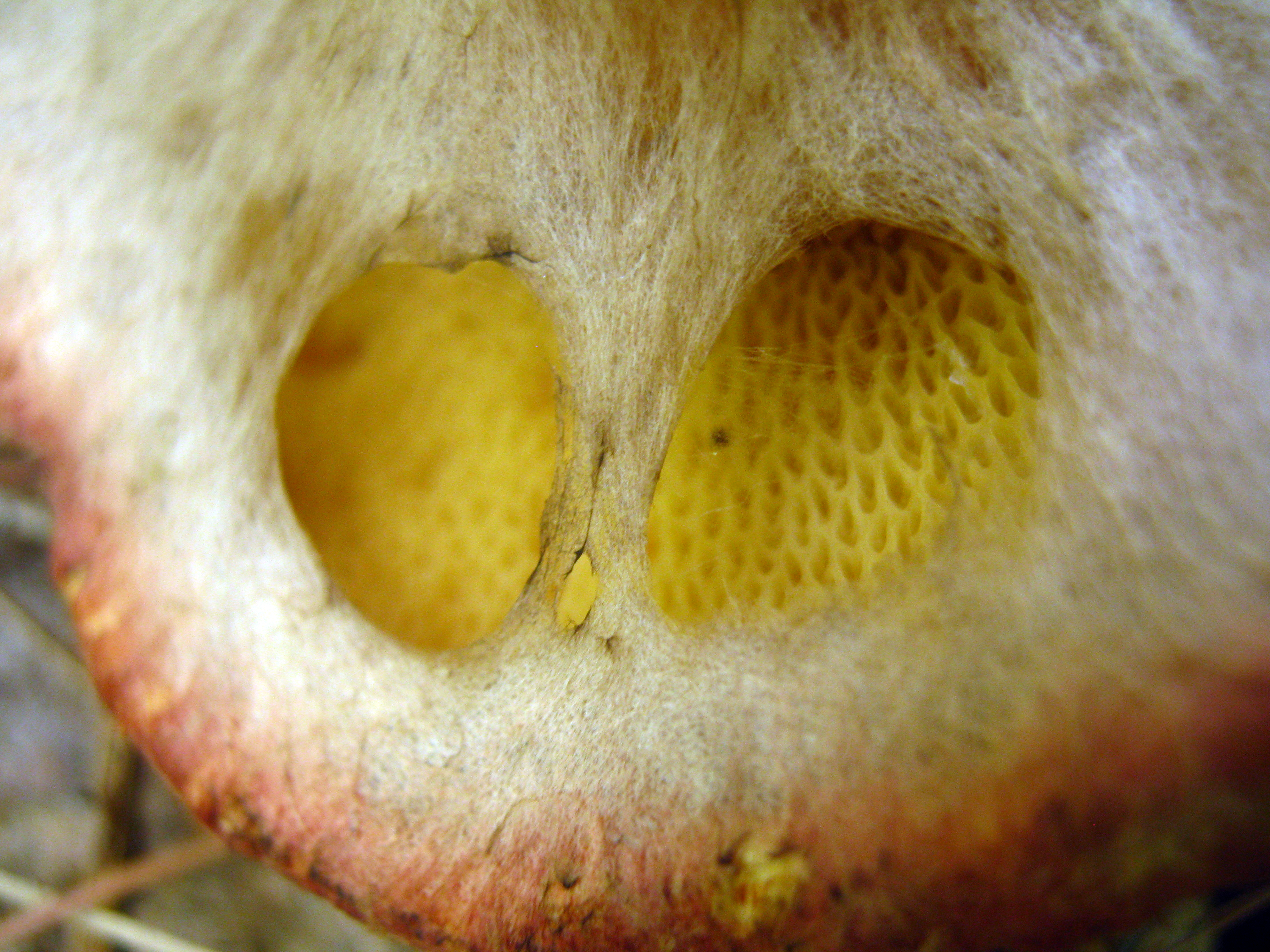
Cortina parziale

Il primo esemplare fu trovato nel 1856 in Nuova Inghilterra da Charles James Sprague, ma fu descritto solo nel 1872 da Miles Joseph Berkeley e Moses Ashley Curtis, che lo chiamarono Boletus spraguei. In una pubblicazione dell'anno seguente, un micologo statunitense, Charles Horton Peck, chiamò la specie Boletus pictus. Berkeley e Curtis avevano anche descritto un fungo che ritenevano un'altra specie (Boletus murraii), che poi si rivelò essere un giovane esemplare di S. spraguei. Anche se la descrizione di Peck fu pubblicata nel 1873, aveva spedito il documento per farlo stampare prima di quello di Berkeley e Curtis. Però, nel 1945 Rolf Singer segnalò che Boletus pictus era omonimo a una specie di poliporo descritto da Carl Friedrich Schultz nel 1806.
L'epiteto spraguei è un omaggio a Sprague, mentre pictus significa "dipinto", "colorato".

## Descrizione
Il cappello ha un diametro che varia dai 3 ai 12 cm e la sua forma dipende dall'età del fungo: da giovane è conico o convesso, appianato negli esemplari maturi. Il margine del cappello è inizialmente involuto, poi disteso. La superficie del cappello è ricoperta da filamenti e scaglie. La colorazione di queste ultime varia dal rosa al bruno-rossastro, sbiadendo e diventando grigio-bruno o giallastro negli esemplari maturi. Sotto le scaglie, la superficie del cappello varia dal giallo all'arancione giallastro. A differenza di molte altre specie del genere Suillus, che hanno un cappello umido o vischioso, S. spraguei è asciutto. La carne è gialla.
I pori sono gialli e misurano da 0,5 a 5 mm; i tubuli si estendono dai 4 agli 8 mm di profondità e sono lievemente decorrenti. Gli esemplari più giovani possono presentare una cortina parziale che copre i pori che si stanno ancora sviluppando; con l'espansione del cappello quella si strappa e rimane un anello grigiastro sul gambo. Quest'ultimo misura da 4 a 12 cm in altezza e da 1 a 2,5 cm in spessore. La forma è cilindrica, talvolta alla base è quasi a forma di bulbo. È presente un anello nella metà superiore del gambo; sotto di esso il gambo è coperto da filamenti e ha una colorazione bruna-rossastra, gialla al di sopra. Il gambo non è quasi mai cavo. La carne di tutto il corpo fruttifero (cappello, pori e gambo) vira al brunastro se danneggiata.
Le spore di S. spraguei sono color oliva tendente al bruno. La loro superficie è liscia e misurano 9–11 per 3–4.5 µm; di profilo sono asimmetriche, di fronte appaiono oblunghe.

### Specie simili

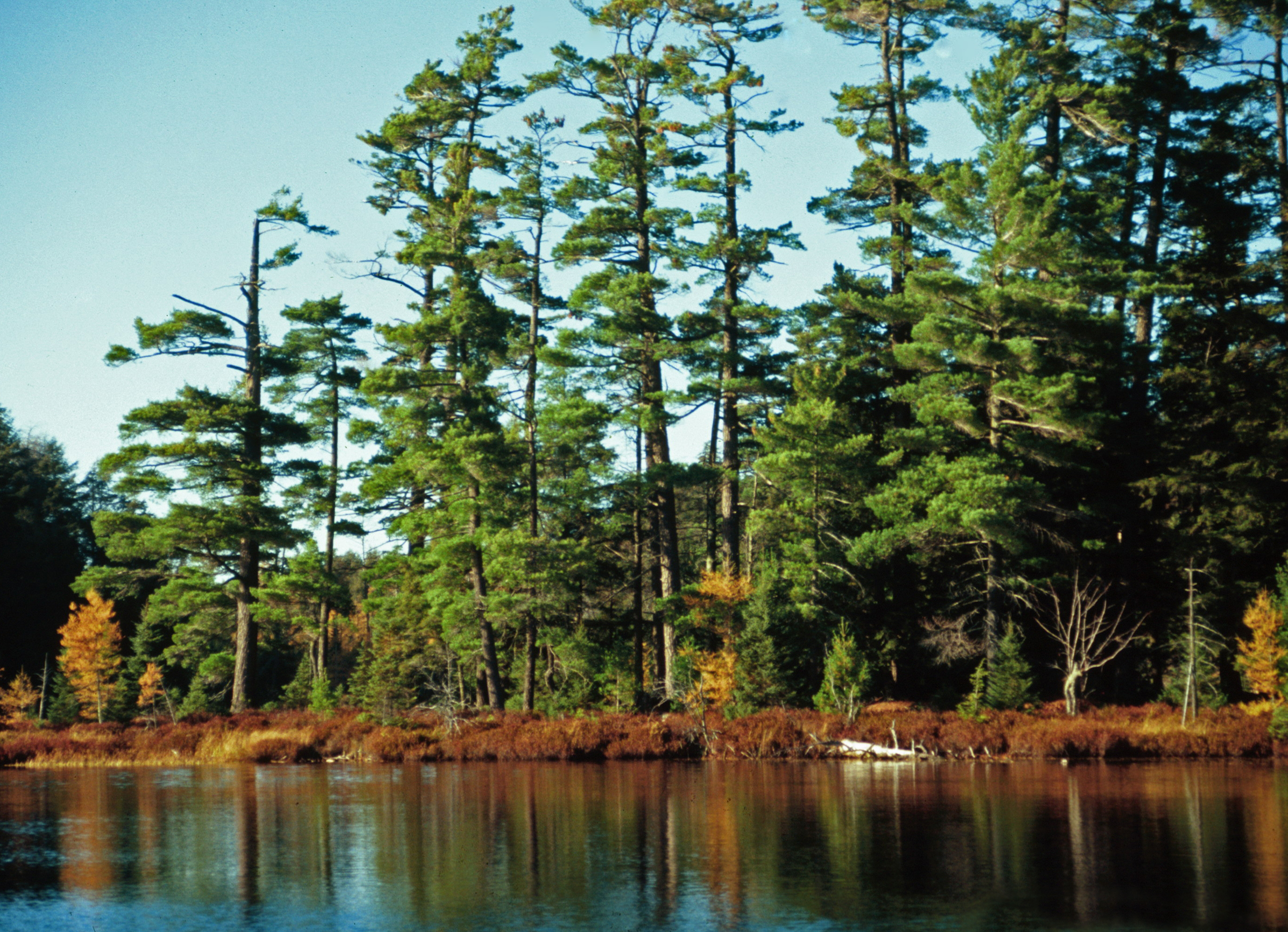
Il pino strobo (Pinus strobus), a cui S. spraguei è associato.

S. spraguei si riconosce facilmente perché è associato con il pino strobo. Nonostante questo lo renda difficile da confondere con altri funghi, ha caratteristiche simili a altre specie di Suillus. S. spraguei può ricordare S. ochraceoroseus, ma quest'ultimo ha spore più scure, gambo più sottile ed è associato al larice. S. cavipes, un'altra specie associata al larice, tende più al bruno e ha il gambo cavo. S. lakei ha una colorazione meno intensa di S. spraguei, un gambo più basso e cresce di solito sotto all'abete di Douglas. Il cappello dei giovani di S. decipiens è meno rosso di quelli di S. spraguei, ma gli adulti hanno una colorazione confondibile. S. decipiens ha le spore di forma irregolare ed è generalmente più piccolo: il cappello varia da 4 ai 7 cm di diametro, il gambo è spesso da 0,7 a 1,6 cm e alto da 4 a 7. Cresce nel sud-est degli Stati Uniti d'America, dal New Jersey alla Florida e al Texas.

## Commestibilità

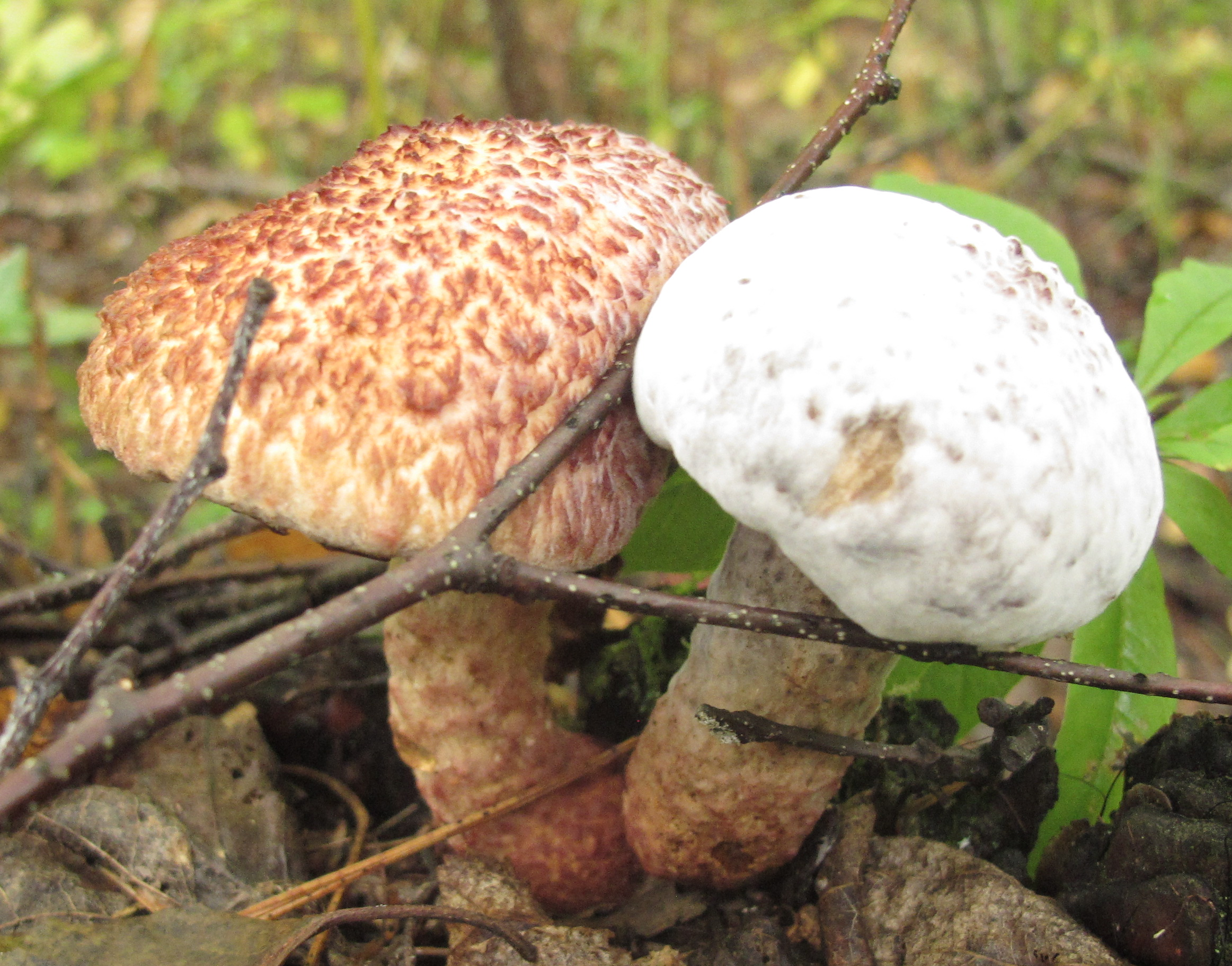
S. spraguei con il parassita Hypomyces completus.

È una specie commestibile. Il suo sapore è stato descritto come "leggermente fruttato". Diventa nerastro quando cotto. Alcune fonti hanno descritto il fungo "di commestibilità mediocre" perché aveva un sapore leggermente acido. Il libro del 2007 100 Edible Mushrooms lo considera mediocre perché la carne ha una consistenza gelatinosa.

## Distribuzione e habitat
Suillus spraguei è micorrizico e cresce associato a specie di pino,  solitamente con il pino strobo. In Asia cresce sotto pino coreano, Pinus armandii, Pinus pumila e pino bianco del Giappone. In Nord America appare prima di altri boleti, a partire da giugno fino a settembre-ottobre.
Suillus spraguei ha una distribuzione disgiunta: proviene da Cina, Giappone, Corea e Taiwan. In Nord America il suo areale si estende dal Canada (Nuova Scozia) alla Carolina del Sud e al Minnesota. Si trova anche in Messico (Coahuila e Durango) ed è stato introdotto in Europa (Germania e Paesi Bassi).
Può essere parassitato dal fungo Hypomyces completus, che appare inizialmente come macchie di muffa biancastra sulla superficie del cappello o del gambo, per poi estendersi rapidamente e produrre conidi. La muffa diventa gialla, poi bruna, bruna-verdastra e infine nera quando forma l'ascocarpo.